# دارخزک سرراه‌راه
دارخزک سرراه‌راه (نام علمی: Rhabdornis mystacalis) نام یک گونه از سرده دارخزک فیلیپینی است.